# Исламский союз Аджнад аш-Шам
Исламский союз Аджнад аш-Шам (араб. الاتحاد الإسلامي لأجناد الشام‎, аль-иттихад аль-ислами ли-аджнад аш-шам, «Исламский союз воинов Леванта») — альянс исламистских вооружённых формирований Большого Дамаска в ходе гражданской войны в Сирии.

## История
В начале ноября 2013 года исламистские повстанческие группировки Большого Дамаска, за исключением «Джейш аль-Ислам» и наиболее радикальных джихадистов — «Фронта ан-Нусра» и ИГИЛ, — объявили о создании совместного регионального операционного центра. Позднее пять из наиболее крупных местных формирований — Бригады аль-Хабиб аль-Мустафа, Объединение Амджад аль-Ислам, Бригады и батальоны Сахаба, Батальоны Шабаб аль-Худа и Бригада Дер аль-Асима — заявили о создании Исламского союза воинов Леванта (Аджнад аш-Шам).
В феврале 2016 года боевики Исламского союза Аджнад аш-Шам, базировавшиеся в анклаве Восточная Гута, присоединились к группировке «Файлак ар-Рахман», объединив силы в противостоянии группировке «Джейш аль-Ислам». При этом было подчёркнуто, что боевики Исламского союза Аджнад аш-Шам, базирующиеся в западных пригородах Дамаска (Дарайя и Моадаммийе), а также на юге провинции Дамаск, сохранят самостоятельность.
26 февраля 2016 года сирийскими спецподразделениями был убит второй руководитель «Аджнад аш-Шам» Фейсал аш-Шами («Абу Малик»).
В августе — октябре 2016 года боевики, базировавшиеся в западных пригородах Дамаска — Дарайя и Моадаммийе — пошли на соглашение с властями, были эвакуированы на территорию провинции Идлиб и там в марте 2017 года присоединились к «Файлак аш-Шам». С их отъездом на территории Дамаска и провинции Дамаск остались два небольших оппозиционных анклава Исламского союза Аджнад аш-Шам (Бейт Джинн в Западной Гуте и район южнее Дамаска).
В результате наступления правительственных сил в январе 2018 года присутствие Исламского союза Аджнад аш-Шам ограничивалось единственным анклавом на юге Дамаска и в его окрестностях.
В мае 2018 года оставшиеся члены эвакуированы в Идлиб. После эвакуации группы перестали быть активными.